# 伊波茹卡
伊波茹卡是巴西伯南布哥州的一个市镇。总面积527.32平方公里，总人口69781人，人口密度132.3人/平方公里。